# Doryopteris euchlora
Doryopteris euchlora là một loài dương xỉ trong họ Pteridaceae. Loài này được Kl. mô tả khoa học đầu tiên năm 1847.
Danh pháp khoa học của loài này chưa được làm sáng tỏ. 